# Man Man Lake
Man Man Lake är en sjö i Australien. Den ligger i delstaten Western Australia, omkring 1 800 kilometer nordost om delstatshuvudstaden Perth. 
Omgivningarna runt Man Man Lake är huvudsakligen savann. Trakten runt Man Man Lake är nära nog obefolkad, med mindre än två invånare per kvadratkilometer. Genomsnittlig årsnederbörd är 1 202 millimeter. Den regnigaste månaden är februari, med i genomsnitt 344 mm nederbörd, och den torraste är augusti, med 2 mm nederbörd.